# پرسی فیث
پرسی فیث (انگلیسی: Percy Faith؛ ۷ آوریل ۱۹۰۸ – ۹ فوریهٔ ۱۹۷۶) موسیقی‌دان، آهنگساز، رهبر ارکستر و ارکستراتور اهل کانادا و ایالات متحده آمریکا بود.
از فیلم‌ها یا مجموعه‌های تلویزیونی که وی در آن‌ها نقش داشته است، می‌توان به ویرجینیایی اشاره نمود.
او به همراه الویس پرسلی و بیتلز، تنها هنرمندانی هستند که در عرض یک‌سال، موفق‌شده‌اند ۲ مرتبه تک‌آهنگ پرفروش سال را ارائه کنند.
وی در سال‌های ۱۹۶۰ و ۱۹۶۹ میلادی، برندهٔ جایزه گرمی شد.